# Викът (филм)
„Викът“ (на италиански: „Il Grido“) е филм на Микеланджело Антониони от 1957 година с участието на Стив Кокран и Алида Вали.

## Сюжет
Филмът разказва за човек, който се скита безцелно, далеч от неговия град, далеч от жената, която обича, и става емоционално и социално активен.

## В ролите
| Изпълнител        | Роля                |
| ----------------- | ------------------- |
| Стив Кокран       | Алдо                |
| Алида Вали        | Ирма                |
| Бетси Блеър       | Елвия               |
| Габриела Палота   | Сестрата на Елвия   |
| Дориан Грей       | Вирджиния           |
| Лин Шоу           | Андреина            |
| Мирна Жирарди     | Росина              |
| Пина Болдрини     | Лина                |
| Гуерино Кампанили | Бащата на Вирджиния |

## Награди и номинации
- 1957 Златен леопард Локарно – Печели (Микеланджело Антониони)